# Mud Hens de Toledo
Les Mud Hens de Toledo (en anglais : Toledo Mud Hens, « les foulques de Toledo ») sont une équipe de ligue mineure de baseball basée à Toledo (Ohio). Affiliés à la formation de MLB des Tigers de Détroit depuis 1987, les Mud Hens jouent au niveau Triple-A en Ligue internationale. Fondée en 1965, l'équipe évolue au Fifth Third Field (10 300 places) depuis 2002. Entre 1965 et 2002, les Mud Hens jouèrent au Ned Skeldon Stadium (10 197 places).

## Histoire
Attention à ne pas confondre les actuels Mud Hens avec la franchise du même nom qui opéra à Toledo de 1896 à 1955. Cette première mouture des Mud Hens de Toledo joua en Interstate League de 1897 à 1900, en Western Association en 1901, en American Association de 1902 à 1913, en Southern Michigan Association en 1914 et en American Association de 1919 à 1955 (champion en 1927). Toledo perd ensuite sa franchise en 1956 par transfert à Wichita (Kansas) sous le nom de Braves de Wichita.
Toledo retrouve une franchise de Triple-A en 1965 avec une place en International League à la suite du transfert des Virginians de Richmond à Toledo.

## Palmarès
- Champion de la Ligue internationale : 1967, 2005 et 2006.
- Vice-champion de la Ligue internationale : 1980.

## Logos